# هاگریفوس
هاگریفوس (به انگلیسی: Hagryphus) نام یک سرده از خاگ‌دزدخزندگان است. سنگواره این سرده، مطعلق به دوره کرتاسه پسین بوده و در یوتا یافت شده‌است.

## کشف و نامگذاری

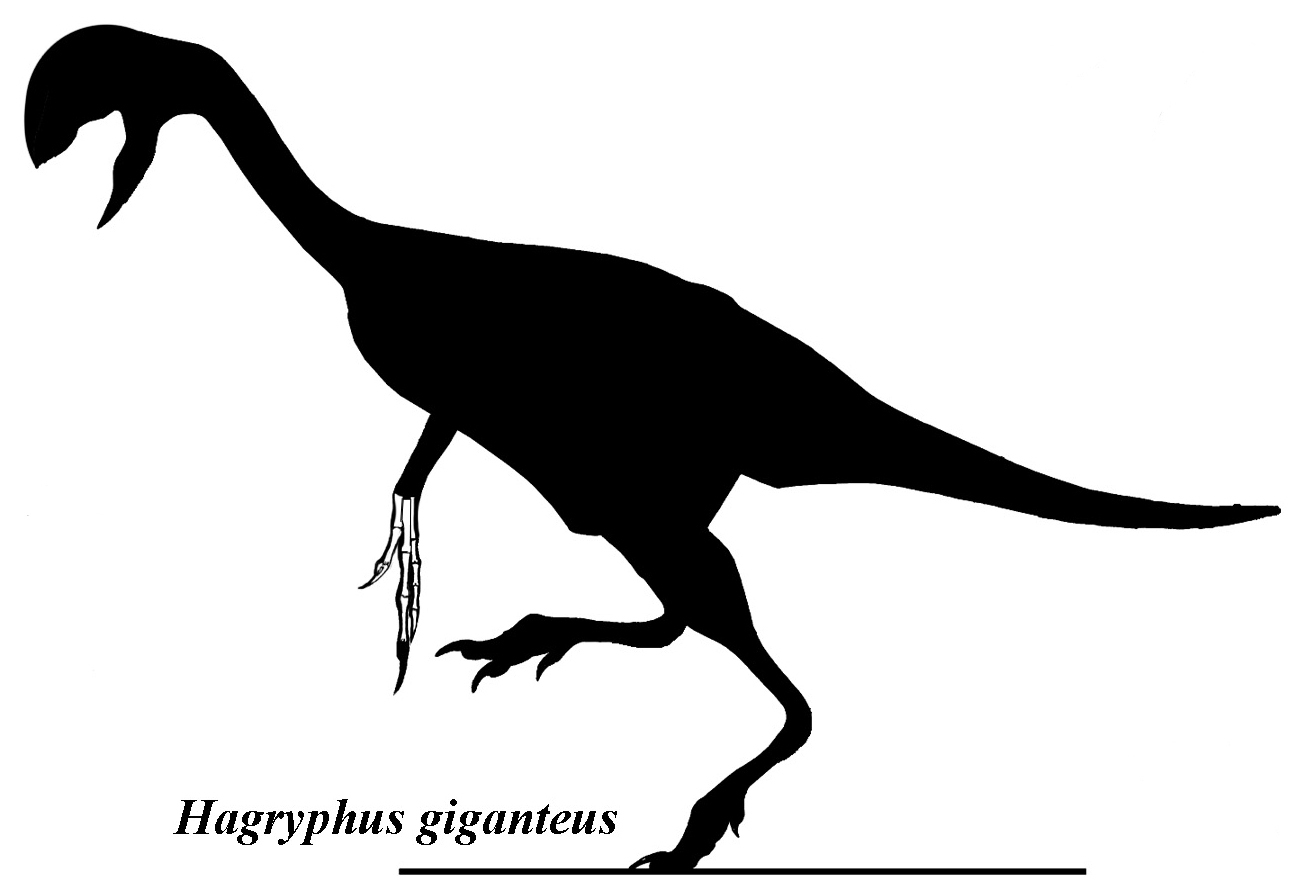
نگاره هاگریفوس که دست کشف شده را هم نشان می‌دهد.

تا به امروز، تنها یک گونه از هاگریفوس در سال ۲۰۰۵ توسط لیندزی زانو و اسکات سامپسون کشف و نامگذاری شده‌است، نام Hagryphus giganteus از مصری Ha (نام خدای صحرای غربی) و γρύψ (gryps) به معنای " شیردال گرفته شده‌است.
این گونه در سال ۲۰۰۲ توسط مایکل گتی در کایپاروویتس و متعلق به دوره کامپانین پسین در در جنوب یوتا کشف شد. این یافته به صورت علمی در سال ۲۰۰۳ گزارش شد. تاریخ یابی رادیومتریک سنگ‌ها، نشان می‌دهد که این گونه ۷۵ تقریباً ۷۶ میلیون سال پیش منقرض شده‌است. این فسیل با نام UMNH VP 12765 در موزه تاریخ طبیعی یوتا نگهداری می‌شود. از یک دست چپ ناقص اما با وجود مفصل تشکیل شده‌است. همچنین فاقد پنجه دوم است. در مچ دست، هر دو استخوان مچ دست نیمه حفظ شده.

## شرح
همان‌طور که از نام مشخص است، H.giganteus یک خاگ دزد بسیار بزرگ بود که ت تخمین زده می‌شود که تقریباً سه متر بوده‌است. با این وجود او با حدوداً سه متر اندازه، از بزرگترین خاگ دزد شناخته شده تا آن زمان(کیروستنتس) حدود %۳۰ بزرگتر بود. همچنین دست چپ یافت شده حدود یک فوت طول داشت. با این حال، برآوردهای بعدی که از اندازه جانور شد، کمتر بوده‌است. گرگوری اس. پل در سال ۲۰۱۰ طولی معادل هشت فوت و وزنی معادل پنجاه کیلوگرم را برای این جانور ارائه کرد.

## نگارخانه

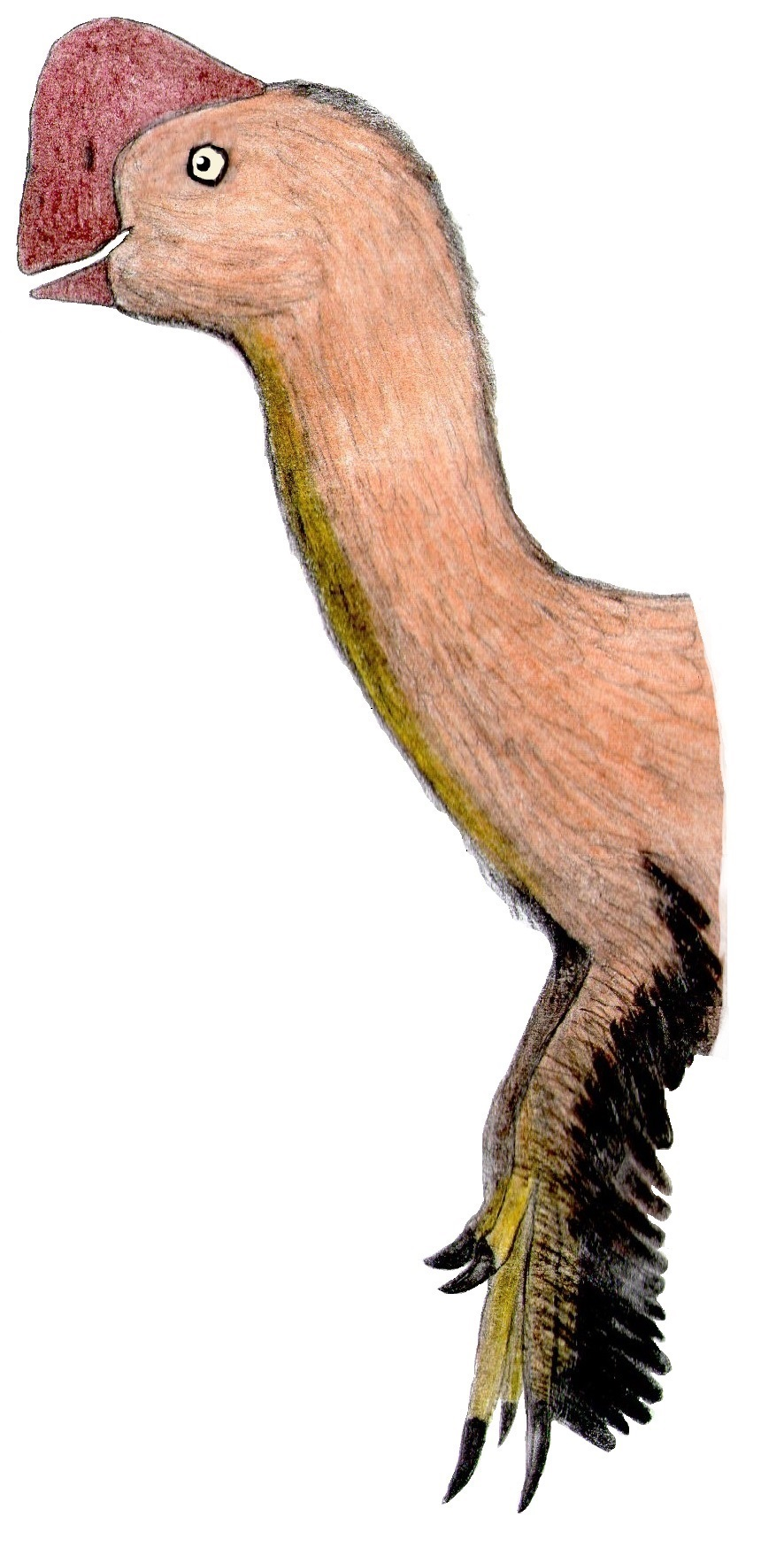
ترمیم

مقایسه با انسان

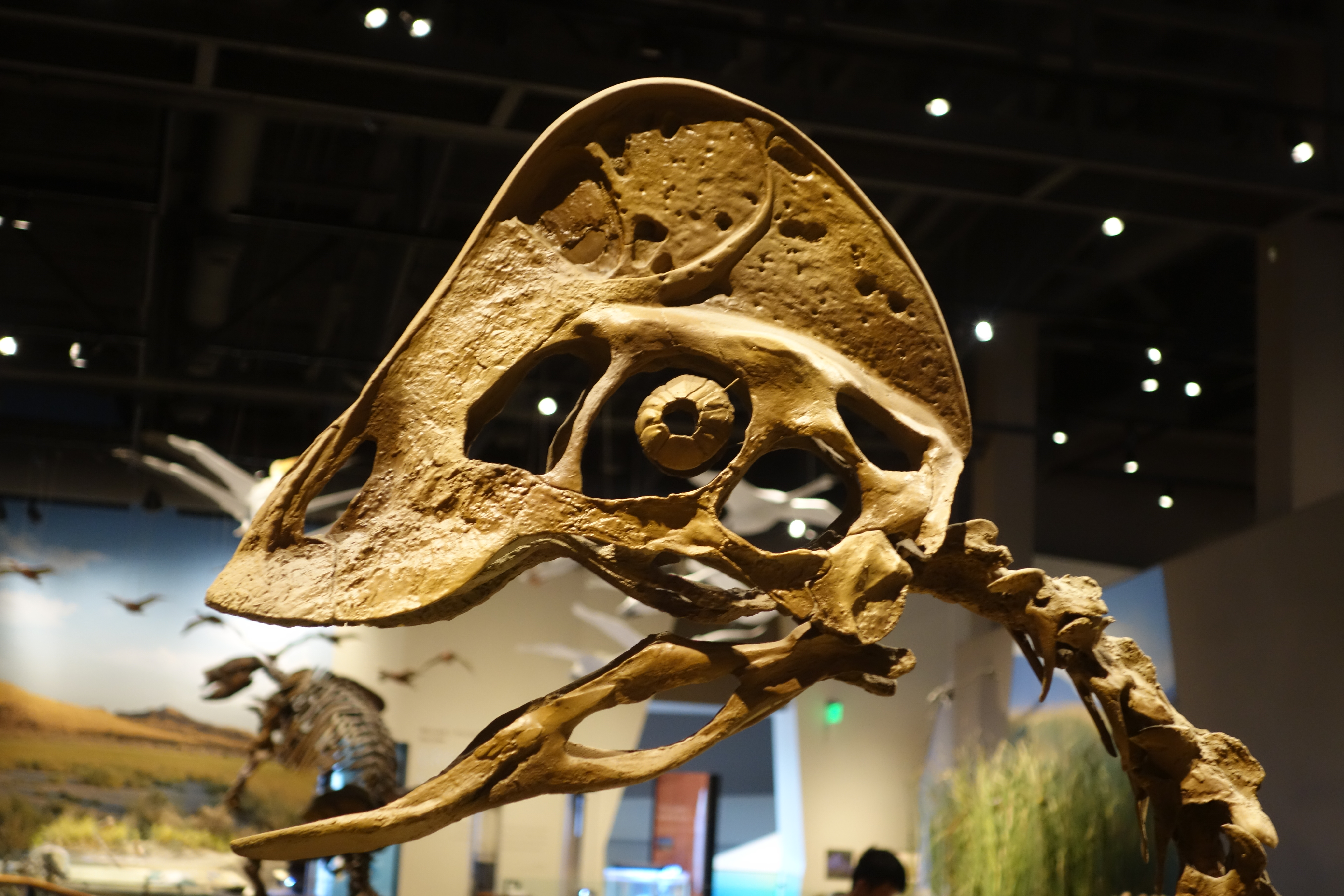